# Osteocarpum dipterocarpum
Osteocarpum dipterocarpum är en amarantväxtart som först beskrevs av Ferdinand von Mueller, och fick sitt nu gällande namn av Georg Ludwig August Volkens. Osteocarpum dipterocarpum ingår i släktet Osteocarpum och familjen amarantväxter. Inga underarter finns listade i Catalogue of Life.

## Bildgalleri

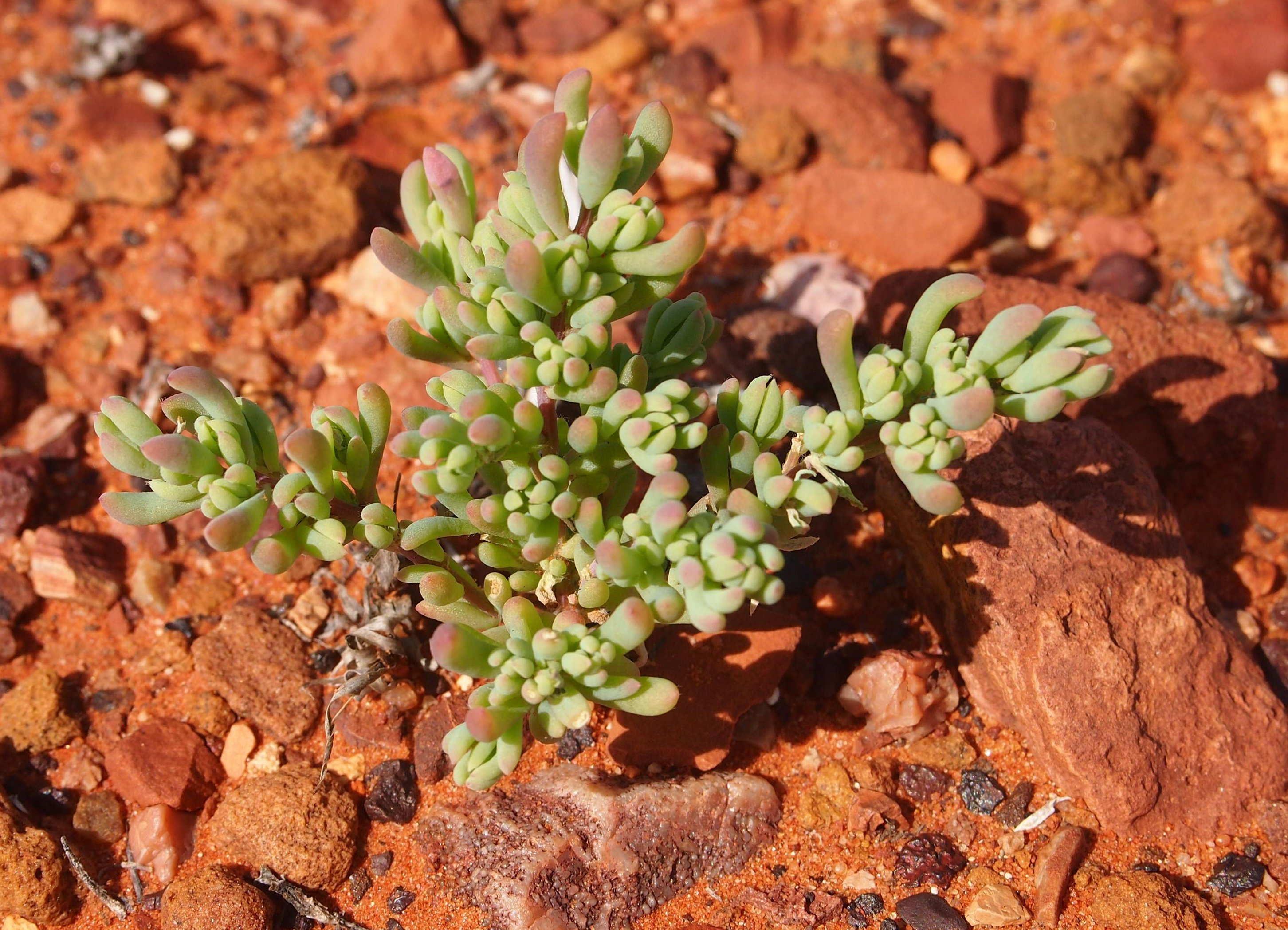